# Saison 1975 de la WTA
Vainqueurs des tournois majeurs

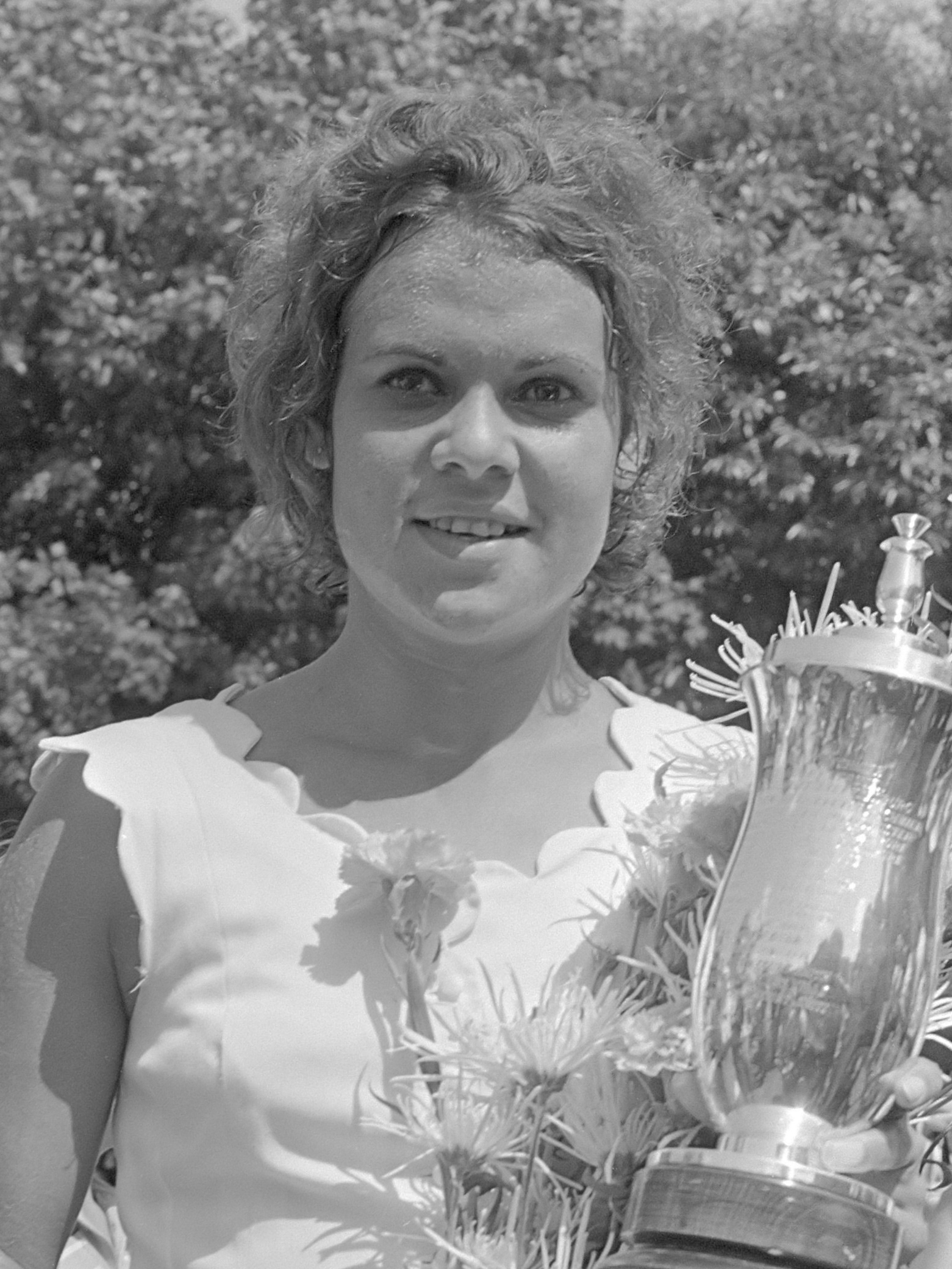
Evonne Goolagong (1971).

Résultats des tournois de tennis organisés par la Women's Tennis Association (WTA) en 1975.

## Organisation de la saison
Indépendamment des quatre tournois du Grand Chelem (organisés par la Fédération internationale de tennis), la saison 1975 de tennis féminin de la WTA est, pour l'essentiel, scindée en deux circuits professionnels majeurs : 
- de janvier à avril : les tournois du Virginia Slims Circuit, se déroulant exclusivement aux États-Unis. En avril, le Masters voit s'affronter les joueuses ayant réalisé les meilleurs résultats de ce Virginia Slims Circuit.
- toute l'année : les tournois du Women's International Grand Prix, se tenant pour leur part dans le monde entier.

Un certain nombre de tournois n'appartiennent à aucun de ces deux circuits (« non-Tour events »).
À ce calendrier s'ajoutent aussi deux épreuves par équipes nationales : la Coupe de la Fédération et la Wightman Cup.

## Palmarès

### Simple
| No | Date       | Nom et lieu du tournoi                          | Catégorie  | Dotation  | Surface         | Vainqueure           | Finaliste            | Score             |         |
| -- | ---------- | ----------------------------------------------- | ---------- | --------- | --------------- | -------------------- | -------------------- | ----------------- | ------- |
| 1  | 21/12/1974 | Australian Open, Melbourne                      | G. Chelem  | NC        | Gazon (ext.)    | Evonne Goolagong     | Martina Navrátilová  | 6-3, 6-2          | Tableau |
| 2  | 06/01/1975 | Virginia Slims of San Francisco, San Francisco  | VS Tour    | 75 000 $  | Moquette (int.) | Chris Evert          | Billie Jean King     | 6-1, 6-1          | Tableau |
| 3  | 06/01/1975 | New Zealand Open, Auckland                      |            | NC        | Gazon (ext.)    | Evonne Goolagong     | Linda Mottram        | 6-2, 7-5          | Tableau |
| 4  | 13/01/1975 | Virginia Slims of Sarasota, Sarasota            |            | 75 000 $  | Moquette (int.) | Billie Jean King     | Chris Evert          | 6-2, 6-3          | Tableau |
| 5  | 18/01/1975 | Moscow Open, Moscou                             |            | NC        | Moquette (int.) | Olga Morozova        | Elena Granaturova    | 6-0, 1-6, 6-4     |         |
| 6  | 27/01/1975 | Virginia Slims of Washington, Fairfax           | VS Tour    | 75 000 $  | Moquette (int.) | Martina Navrátilová  | Kerry Melville       | 6-3, 6-1          | Tableau |
| 7  | 03/02/1975 | Virginia Slims of Akron, Akron                  | VS Tour    | 75 000 $  | Moquette (int.) | Chris Evert          | Margaret Smith Court | 6-4, 3-6, 6-3     | Tableau |
| 8  | 10/02/1975 | Virginia Slims of Chicago, Chicago              | VS Tour    | 75 000 $  | Moquette (int.) | Margaret Smith Court | Martina Navrátilová  | 6-3, 3-6, 6-2     | Tableau |
| 9  | 17/02/1975 | Virginia Slims of Detroit, Détroit              |            | 75 000 $  | Moquette (int.) | Evonne Goolagong     | Margaret Smith Court | 6-3, 3-6, 6-3     | Tableau |
| 10 | 03/03/1975 | Virginia Slims US Indoors, Boston               | VS Tour    | 75 000 $  | Moquette (int.) | Martina Navrátilová  | Evonne Goolagong     | 6-2, 4-6, 6-3     | Tableau |
| 11 | 10/03/1975 | Virginia Slims of Houston, Houston              | VS Tour    | 75 000 $  | Moquette (int.) | Chris Evert          | Margaret Smith Court | 6-3, 6-2          | Tableau |
| 12 | 17/03/1975 | Maureen Connolly Memorial, Dallas               | VS Tour    | 75 000 $  | Moquette (int.) | Virginia Wade        | Martina Navrátilová  | 2-6, 7-63, 4-3ab. | Tableau |
| 13 | 24/03/1975 | Virginia Slims of Philadelphia, Philadelphie    | VS Tour    | 75 000 $  | Moquette (int.) | Virginia Wade        | Chris Evert          | 7-5, 6-4          | Tableau |
| 14 | 02/04/1975 | Virginia Slims Championships, Los Angeles       | Masters    | 150 000 $ | Moquette (int.) | Chris Evert          | Martina Navrátilová  | 6-4, 6-2          | Tableau |
| 15 | 18/04/1975 | Women L'Eggs Series, Lakeway                    | Exhibition | 100 000 $ | Dur (ext.)      | Chris Evert          | Billie Jean King     | 4-6, 6-3, 7-62    | Tableau |
| 16 | 21/04/1975 | Family Circle Cup, Amelia Island                |            | 100 000 $ | Terre (ext.)    | Chris Evert          | Martina Navrátilová  | 7-5, 6-4          | Tableau |
| 17 | 12/05/1975 | Coca-Cola British HC Championships, Bournemouth |            | NC        | Terre (ext.)    | Janet Newberry       | Terry Holladay       | 7-9, 7-5, 6-3     | Tableau |
| 18 | 19/05/1975 | German Open Championships, Hambourg             |            | 30 000 $  | Terre (ext.)    | Renáta Tomanová      | Kazuko Sawamatsu     | 6-4, 6-75, 10-8   | Tableau |
| 19 | 26/05/1975 | Rothmans Surrey GC Championships, Surbiton      |            | NC        | Gazon (ext.)    | Greer Stevens        | Patti Hogan          | 6-1, 6-4          | Tableau |
| 20 | 26/05/1975 | Italian Open Championships, Rome                |            | 30 000 $  | Terre (ext.)    | Chris Evert          | Martina Navrátilová  | 6-1, 6-0          | Tableau |
| 21 | 02/06/1975 | Roland-Garros, Paris                            | G. Chelem  | NC        | Terre (ext.)    | Chris Evert          | Martina Navrátilová  | 2-6, 6-2, 6-1     | Tableau |
| 22 | 02/06/1975 | Rothmans Championships, Chichester              |            | NC        | Gazon (ext.)    | Greer Stevens        | Terry Holladay       | 6-7, 6-4, 6-3     |         |
| 23 | 09/06/1975 | Green Shield Kent Championships, Beckenham      |            | NC        | Gazon (ext.)    | Greer Stevens        | Patti Hogan          | 4-6, 6-3, 6-4     | Tableau |
| 24 | 16/06/1975 | Eastbourne International, Eastbourne            |            | 25 000 $  | Gazon (ext.)    | Virginia Wade        | Billie Jean King     | 7-5, 4-6, 6-4     | Tableau |
| 25 | 23/06/1975 | The Championships, Wimbledon                    | G. Chelem  | NC        | Gazon (ext.)    | Billie Jean King     | Evonne Goolagong     | 6-0, 6-1          | Tableau |
| 26 | 07/07/1975 | Swedish Open Championships, Båstad              |            | NC        | Terre (ext.)    | Sue Barker           | Helga Masthoff       | 6-4, 6-0          | Tableau |
| 27 | 07/07/1975 | Swiss Open Championships, Gstaad                |            | NC        | Terre (ext.)    | Glynis Coles         | Linky Boshoff        | 9-7, 2-6, 8-6     | Tableau |
| 28 | 14/07/1975 | Austrian Open, Kitzbühel                        |            | NC        | Terre (ext.)    | Sue Barker           | Pam Teeguarden       | 6-4, 6-4          | Tableau |
| 29 | 05/08/1975 | US Clay Court Championship, Indianapolis        |            | 100 000 $ | Terre (ext.)    | Chris Evert          | Dianne Fromholtz     | 6-3, 6-4          | Tableau |
| 30 | 11/08/1975 | Rothmans Canadian Open, Toronto                 |            | 30 000 $  | Terre (ext.)    | Marcie Louie         | Laura duPont         | 6-1, 4-6, 6-4     | Tableau |
| 31 | 18/08/1975 | Medi Quik Classic, Harrison                     |            | 75 000 $  | Terre (ext.)    | Chris Evert          | Virginia Wade        | 6-0, 6-1          | Tableau |
| 32 | 18/08/1975 | Tennis Week Open, South Orange                  |            | NC        | Terre (ext.)    | Virginia Ruzici      | Mariana Simionescu   | 6-1, 6-1          | Tableau |
| 33 | 25/08/1975 | US Open, Forest Hills                           | G. Chelem  | 309 000 $ | Terre (ext.)    | Chris Evert          | Evonne Goolagong     | 5-7, 6-4, 6-2     | Tableau |
| 34 | 12/09/1975 | Four Roses Classic, Charlotte (NC)              | Exhibition | NC        | Terre (ext.)    | Martina Navrátilová  | Evonne Goolagong     | 4-6, 6-2, 7-5     | Tableau |
| 35 | 15/09/1975 | Little Mo Classic, Atlanta                      |            | 75 000 $  | Moquette (int.) | Chris Evert          | Martina Navrátilová  | 2-6, 6-2, 6-0     | Tableau |
| 36 | 16/09/1975 | Toray Sillook Open, Tokyo                       |            | 50 000 $  | Moquette (int.) | Margaret Smith Court | Evonne Goolagong     | 6-74, 6-1, 7-5    | Tableau |
| 37 | 22/09/1975 | Denver Majestic Tournament, Denver              |            | 60 000 $  | Moquette (int.) | Martina Navrátilová  | Carrie Meyer         | 4-6, 6-4, 6-3     | Tableau |
| 38 | 29/09/1975 | Mission Viejo Tournament, Palm Springs          |            | 50 000 $  | Dur (int.)      | Chris Evert          | Cynthia Sieler       | 6-1, 6-3          | Tableau |
| 39 | 06/10/1975 | Phoenix Thunderbird, Phoenix                    |            | 50 000 $  | Dur (ext.)      | Nancy Richey-Gunter  | Virginia Wade        | 4-6, 7-5, 6-4     | Tableau |
| 40 | 13/10/1975 | Barnett Bank Classic, Orlando                   |            | 50 000 $  | Terre (ext.)    | Chris Evert          | Martina Navrátilová  | Forfait           | Tableau |
| 41 | 20/10/1975 | World Invitational Tennis Classic, Hilton Head  |            | 67 500 $  | Terre (ext.)    | Chris Evert          | Evonne Goolagong     | 6-1, 6-1          | Tableau |
| 42 | 27/10/1975 | WTA Open Stockholm, Stockholm                   |            | 30 000 $  | Moquette (int.) | Virginia Wade        | Françoise Dürr       | 6-3, 4-6, 7-5     | Tableau |
| 43 | 03/11/1975 | Japan Open, Tokyo                               |            | NC        | Moquette (int.) | Kazuko Sawamatsu     | Ann Kiyomura         | 6-2, 3-6, 6-1     |         |
| 44 | 05/11/1975 | French Indoors, Paris                           |            | NC        | Moquette (int.) | Virginia Wade        | Sue Barker           | 6-1, 6-7, 9-7     |         |
| 45 | 10/11/1975 | Dewar Cup Final, Édimbourg - Londres            | Dewar Cup  | 96000 $   | Moquette (int.) | Virginia Wade        | Evonne Goolagong     | 6-3, 6-2          | Tableau |
| 46 | 16/11/1975 | Australian Hard Court Championships, Melbourne  |            | NC        | Terre (ext.)    | Judy Tegart-Dalton   | Kym Ruddell          | 6-2, 6-3          |         |
| 47 | 24/11/1975 | Gunze Open, Osaka                               |            | NC        | Moquette (int.) | Chris Evert          | Françoise Dürr       | 6-2, 6-4          | Tableau |
| 48 | 26/11/1975 | South African Open Championships, Johannesburg  |            | NC        | Dur (ext.)      | Annette Van Zyl      | Brigitte Cuypers     | 6-3, 3-6, 6-4     | Tableau |
| 49 | 01/12/1975 | South Australian Championships, Adélaïde        |            | NC        | Gazon (ext.)    | Sue Barker           | Helga Masthoff       | 6-2, 6-1          | Tableau |
| 50 | 08/12/1975 | Western Australian Championships, Perth         |            | NC        | Gazon (ext.)    | Helga Masthoff       | Lesley Turner        | 6-2, 3-6, 6-4     | Tableau |
| 51 | 08/12/1975 | Queensland State Open, Brisbane                 |            | NC        | Gazon (ext.)    | Nina Bohm            | Nerida Gregory       | 6-1, 6-1          |         |
| 52 | 15/12/1975 | New South Wales Championships, Sydney           |            | NC        | Gazon (ext.)    | Evonne Goolagong     | Sue Barker           | 6-2, 6-4          | Tableau |

### Double
| No | Date       | Nom et lieu du tournoi                         | Catégorie | Dotation  | Surface         | Vainqueures                           | Finalistes                           | Score           |         |
| -- | ---------- | ---------------------------------------------- | --------- | --------- | --------------- | ------------------------------------- | ------------------------------------ | --------------- | ------- |
| 1  | 21/12/1974 | Australian Open Melbourne                      | G. Chelem | NC        | Gazon (ext.)    | Evonne Goolagong Peggy Michel         | Margaret Smith Court Olga Morozova   | 7-6, 7-6        | Tableau |
| 2  | 06/01/1975 | Virginia Slims of San Francisco San Francisco  | VS Tour   | 75 000 $  | Moquette (int.) | Chris Evert Billie Jean King          | Rosie Casals Virginia Wade           | 6-2, 7-5        | Tableau |
| 3  | 06/01/1975 | New Zealand Open Auckland                      |           | NC        | Gazon (ext.)    | Evonne Goolagong Wendy Turnbull       | Laura duPont Cecilia Martinez        | 6-3, 4-6, 6-4   | Tableau |
| 4  | 13/01/1975 | Virginia Slims of Sarasota Sarasota            |           | 75 000 $  | Moquette (int.) | Chris Evert Billie Jean King          | Betty Stöve Virginia Wade            | 6-4, 6-2        | Tableau |
| 5  | 27/01/1975 | Virginia Slims of Washington Fairfax           | VS Tour   | 75 000 $  | Moquette (int.) | Françoise Dürr Betty Stöve            | Helen Gourlay Kerry Melville         | 6-3, 6-4        | Tableau |
| 6  | 03/02/1975 | Virginia Slims of Akron Akron                  | VS Tour   | 75 000 $  | Moquette (int.) | Françoise Dürr Betty Stöve            | Chris Evert Martina Navrátilová      | 7-5, 7-6        | Tableau |
| 7  | 10/02/1975 | Virginia Slims of Chicago Chicago              | VS Tour   | 75 000 $  | Moquette (int.) | Chris Evert Martina Navrátilová       | Margaret Smith Court Olga Morozova   | 6-2, 7-6        | Tableau |
| 8  | 17/02/1975 | Virginia Slims of Detroit Détroit              |           | 75 000 $  | Moquette (int.) | Lesley Hunt Martina Navrátilová       | Françoise Dürr Betty Stöve           | 2-6, 7-5, 6-2   | Tableau |
| 9  | 03/03/1975 | Virginia Slims US Indoors Boston               | VS Tour   | 75 000 $  | Moquette (int.) | Rosie Casals Billie Jean King         | Chris Evert Martina Navrátilová      | 6-3, 6-4        | Tableau |
| 10 | 10/03/1975 | Virginia Slims of Houston Houston              | VS Tour   | 75 000 $  | Moquette (int.) | Françoise Dürr Betty Stöve            | Evonne Goolagong Virginia Wade       | 2-6, 6-3, 7-6   | Tableau |
| 11 | 17/03/1975 | Maureen Connolly Memorial Dallas               | VS Tour   | 75 000 $  | Moquette (int.) | Françoise Dürr Betty Stöve            | Julie Anthony Mona Schallau          | 7-6, 6-2        | Tableau |
| 12 | 24/03/1975 | Virginia Slims of Philadelphia Philadelphie    | VS Tour   | 75 000 $  | Moquette (int.) | Evonne Goolagong Betty Stöve          | Rosie Casals Billie Jean King        | 4-6, 6-4, 7-6   | Tableau |
| 13 | 09/04/1975 | Bridgestone Doubles Tokyo                      | Masters   | 100 000 $ | NC              | Margaret Smith Court Virginia Wade    | Rosie Casals Billie Jean King        | 6-72, 7-62, 6-2 | Tableau |
| 14 | 21/04/1975 | Family Circle Cup Amelia Island                |           | 100 000 $ | Terre (ext.)    | Evonne Goolagong Virginia Wade        | Olga Morozova Rosie Casals           | 4-6, 6-4, 6-2   | Tableau |
| 15 | 12/05/1975 | Coca-Cola British HC Championships Bournemouth |           | NC        | Terre (ext.)    | Lesley Charles Sue Mappin             | Linky Boshoff Greer Stevens          | 6-3, 6-3        | Tableau |
| 16 | 19/05/1975 | German Open Championships Hambourg             |           | 30 000 $  | Terre (ext.)    | Dianne Fromholtz Renáta Tomanová      | Paulina Peisachov Kazuko Sawamatsu   | 6-3, 6-2        | Tableau |
| 17 | 26/05/1975 | Italian Open Championships Rome                |           | 30 000 $  | Terre (ext.)    | Chris Evert Martina Navrátilová       | Sue Barker Glynis Coles              | 6-1, 6-2        | Tableau |
| 18 | 26/05/1975 | Rothmans Surrey GC Championships Surbiton      |           | NC        | Gazon (ext.)    | Patti Hogan Greer Stevens             | Lindsay Blachford Judy Tegart-Dalton | 7-9, 6-1, 9-7   | Tableau |
| 19 | 02/06/1975 | Roland-Garros Paris                            | G. Chelem | NC        | Terre (ext.)    | Chris Evert Martina Navrátilová       | Julie Anthony Olga Morozova          | 6-3, 6-2        | Tableau |
| 20 | 02/06/1975 | Rothmans Championships Chichester              |           | NC        | Gazon (ext.)    | Judy Tegart-Dalton Karen Krantzcke    | Patti Hogan Greer Stevens            | 4-6, 6-1, 6-4   |         |
| 21 | 09/06/1975 | Green Shield Kent Championships Beckenham      |           | NC        | Gazon (ext.)    | Linky Boshoff Patti Hogan             | Judy Tegart-Dalton Karen Krantzcke   | 3-6, 9-7, 7-5   | Tableau |
| 22 | 16/06/1975 | Eastbourne International Eastbourne            |           | 25 000 $  | Gazon (ext.)    | Julie Anthony Olga Morozova           | Evonne Goolagong Peggy Michel        | 6-2, 6-4        | Tableau |
| 23 | 23/06/1975 | The Championships Wimbledon                    | G. Chelem | NC        | Gazon (ext.)    | Ann Kiyomura Kazuko Sawamatsu         | Françoise Dürr Betty Stöve           | 7-5, 1-6, 7-5   | Tableau |
| 24 | 07/07/1975 | Swedish Open Championships Båstad              |           | NC        | Terre (ext.)    | Janet Newberry Pam Teeguarden         | Fiorella Bonicelli Raquel Giscafré   | 6-3, 6-3        | Tableau |
| 25 | 07/07/1975 | Swiss Open Championships Gstaad                |           | NC        | Terre (ext.)    | Linky Boshoff Lea Pericoli            | Glynis Coles Belinda Thompson        | 7-5, 6-1        | Tableau |
| 26 | 14/07/1975 | Austrian Open Kitzbühel                        |           | NC        | Terre (ext.)    | Sue Barker Pam Teeguarden             | Fiorella Bonicelli Raquel Giscafré   | 6-4, 6-3        | Tableau |
| 27 | 05/08/1975 | US Clay Court Championship Indianapolis        |           | 100 000 $ | Terre (ext.)    | Fiorella Bonicelli M. Fernández       | Gail Sherriff Julie Heldman          | 3-6, 7-5, 6-3   | Tableau |
| 28 | 11/08/1975 | Rothmans Canadian Open Toronto                 |           | 30 000 $  | Terre (ext.)    | Julie Anthony Margaret Smith Court    | Joanne Russell Jane Stratton         | 6-2, 6-4        | Tableau |
| 29 | 18/08/1975 | Tennis Week Open South Orange                  |           | NC        | Terre (ext.)    | Kristien Shaw Greer Stevens           | Kathleen Harter Kathy May            | Forfait         | Tableau |
| 30 | 18/08/1975 | Medi Quik Classic Harrison                     |           | 75 000 $  | Terre (ext.)    | Chris Evert Martina Navrátilová       | Margaret Smith Court Virginia Wade   | 7-5, 6-7, 6-4   | Tableau |
| 31 | 25/08/1975 | US Open Forest Hills                           | G. Chelem | 309 000 $ | Terre (ext.)    | Margaret Smith Court Virginia Wade    | Rosie Casals Billie Jean King        | 7-5, 2-6, 7-6   | Tableau |
| 32 | 15/09/1975 | Little Mo Classic Atlanta                      |           | 75 000 $  | Moquette (int.) | Chris Evert Martina Navrátilová       | Françoise Dürr Betty Stöve           | 6-4, 5-7, 6-2   | Tableau |
| 33 | 16/09/1975 | Toray Sillook Open Tokyo                       |           | 50 000 $  | Moquette (int.) | Margaret Smith Court Evonne Goolagong | Helen Gourlay Ann Kiyomura           | 6-1, 7-5        | Tableau |
| 34 | 22/09/1975 | Denver Majestic Tournament Denver              |           | 60 000 $  | Moquette (int.) | Françoise Dürr Betty Stöve            | Rosie Casals Martina Navrátilová     | 3-6, 6-1, 7-6   | Tableau |
| 35 | 29/09/1975 | Mission Viejo Tournament Palm Springs          |           | 50 000 $  | Dur (int.)      | Chris Evert Martina Navrátilová       | Gail Glasgow Betty-Ann Stuart        | 6-3, 7-5        | Tableau |
| 36 | 06/10/1975 | Phoenix Thunderbird Phoenix                    |           | 50 000 $  | Dur (ext.)      | Françoise Dürr Betty Stöve            | Rosie Casals Martina Navrátilová     | 6-7, 6-4, 6-0   | Tableau |
| 37 | 13/10/1975 | Barnett Bank Classic Orlando                   |           | 50 000 $  | Terre (ext.)    | Rosie Casals Wendy Overton            | Chris Evert Martina Navrátilová      | Abandon         | Tableau |
| 38 | 20/10/1975 | World Invitational Tennis Classic Hilton Head  |           | 67 500 $  | Terre (ext.)    | Rosie Casals Chris Evert              | Evonne Goolagong Virginia Wade       | 7-5, 6-1        | Tableau |
| 39 | 27/10/1975 | WTA Open Stockholm Stockholm                   |           | 30 000 $  | Moquette (int.) | Françoise Dürr Betty Stöve            | Evonne Goolagong Virginia Wade       | 6-3, 6-4        | Tableau |
| 40 | 03/11/1975 | Japan Open Tokyo                               |           | NC        | Moquette (int.) | Ann Kiyomura Kazuko Sawamatsu         | Kayoko Fukuoka Kiyoko Nomura         | 6-2, 6-3        |         |
| 41 | 05/11/1975 | French Indoors Paris                           |           | NC        | Moquette (int.) | Françoise Dürr Betty Stöve            | Evonne Goolagong Virginia Wade       | 2-6, 6-0, 6-3   |         |
| 42 | 10/11/1975 | Dewar Cup Final Édimbourg - Londres            | Dewar Cup | 96000 $   | Moquette (int.) | Françoise Dürr Betty Stöve            | Evonne Goolagong Virginia Wade       | 6-4, 7-6        | Tableau |
| 43 | 16/11/1975 | Australian Hard Court Championships Melbourne  |           | NC        | Terre (ext.)    | NC                                    | NC                                   | NC              |         |
| 44 | 24/11/1975 | Gunze Open Osaka                               |           | NC        | Moquette (int.) | Rosie Casals Françoise Dürr           | Jeanne Evert Olga Morozova           | 6-3, 6-3        | Tableau |
| 45 | 26/11/1975 | South African Open Championships Johannesburg  |           | NC        | Dur (ext.)      | NC                                    | NC                                   | NC              | Tableau |
| 46 | 01/12/1975 | South Australian Championships Adélaïde        |           | NC        | Gazon (ext.)    | Sue Barker Michelle Tyler             | Kym Ruddell Janet Young              | 7-5, 6-3        | Tableau |
| 47 | 08/12/1975 | Western Australian Championships Perth         |           | NC        | Gazon (ext.)    | Lesley Turner Christine Matison       | Sue Barker Michelle Tyler            | 7-6, 6-3        | Tableau |
| 48 | 15/12/1975 | New South Wales Championships Sydney           |           | NC        | Gazon (ext.)    | Evonne Goolagong Helen Gourlay        | Heidi Eisterlehner Helga Masthoff    | 6-3, 4-6, 6-3   | Tableau |

### Double mixte
| No | Date       | Nom et lieu du tournoi                        | Catégorie | Dotation  | Surface      | Vainqueures                         | Finalistes                         | Score         |         |
| -- | ---------- | --------------------------------------------- | --------- | --------- | ------------ | ----------------------------------- | ---------------------------------- | ------------- | ------- |
| 1  | 03/05/1975 | Mixed Doubles Classic Scottsdale              |           | 60 000 $  | Dur (ext.)   | Billie Jean King Tony Trabert       | Margaret Smith Court Frank Sedgman | 6-4, 6-2      | Tableau |
| 2  | 02/06/1975 | Roland-Garros Paris                           | G. Chelem | NC        | Terre (ext.) | Fiorella Bonicelli Thomaz Koch      | Pam Teeguarden Jaime Fillol        | 6-4, 7-6      | Tableau |
| 3  | 09/06/1975 | Green Shield Kent Championships Beckenham     |           | NC        | Gazon (ext.) | Elena Granaturova Konstantin Pugaev | Pam Whytcross Trevor Little        | 6-4, 6-1      | Tableau |
| 4  | 23/06/1975 | The Championships Wimbledon                   | G. Chelem | NC        | Gazon (ext.) | Margaret Smith Court Marty Riessen  | Betty Stöve Allan Stone            | 6-4, 7-5      | Tableau |
| 5  | 25/08/1975 | US Open Forest Hills                          | G. Chelem | 309 000 $ | Terre (ext.) | Rosie Casals Dick Stockton          | Billie Jean King Fred Stolle       | 6-3, 6-7, 6-3 | Tableau |
| 6  | 20/10/1975 | World Invitational Tennis Classic Hilton Head |           | 67 500 $  | Terre (ext.) | Evonne Goolagong Rod Laver          | Rosie Casals Ilie Năstase          | 6-3, 6-3      | Tableau |

## Classements de fin de saison
Le premier classement informatique, inaugurant l'ère des statistiques et des records, est publié le 3 novembre 1975. Il voit Chris Evert devenir la première numéro un mondiale de cette nouvelle ère.
| Rang | Joueuse              |
| ---- | -------------------- |
| 1    | Chris Evert          |
| 2    | Virginia Wade        |
| 3    | Martina Navrátilová  |
| 4    | Billie Jean King     |
| 5    | Evonne Goolagong     |
| 6    | Margaret Smith Court |
| 7    | Olga Morozova        |
| 8    | Nancy Richey         |
| 9    | Françoise Dürr       |
| 10   | Kerry Reid           |

## Coupe de la Fédération
| Date     | Lieu                          | Surf.        | Vainqueur                           | Finaliste                                       | Score |         |
| 05/05/75 | Aix-en-Provence, Aixoise C.C. | Terre (ext.) | Renáta Tomanová Martina Navrátilová | Dianne Fromholtz Evonne Goolagong Helen Gourlay | 3-0   | Tableau |

## Wightman Cup
Épreuve conjointement organisée par l'United States Tennis Association et la Lawn Tennis Association.
| Date | Lieu       | Vainqueur   | Perdant    | Score |
|      | États-Unis | Royaume-Uni | États-Unis |       |

## Sources
- (en) Site officiel
- (en) [PDF] WTA Tour : palmarès complet 1971-2011